# جون فولر (سياسي أمريكي)
جون فولر (بالإنجليزية: John Fowler)‏ هو سياسي أمريكي، ولد في 27 أبريل 1756 في مقاطعة تشيسترفيلد في الولايات المتحدة، وتوفي في 22 أغسطس 1840 في ليكسينغتون في الولايات المتحدة. انتخب عضو مجلس النواب الأمريكي.